# Eugenia variareolata
Eugenia variareolata är en myrtenväxtart som beskrevs av Mcvaugh. Eugenia variareolata ingår i släktet Eugenia och familjen myrtenväxter.
Artens utbredningsområde är Colombia. Inga underarter finns listade i Catalogue of Life.